# Kömüşini, Kulu
Kömüşini là một xã thuộc huyện Kulu, tỉnh Konya, Thổ Nhĩ Kỳ. Dân số thời điểm năm 2011 là 235 người.